# 托爾茨河

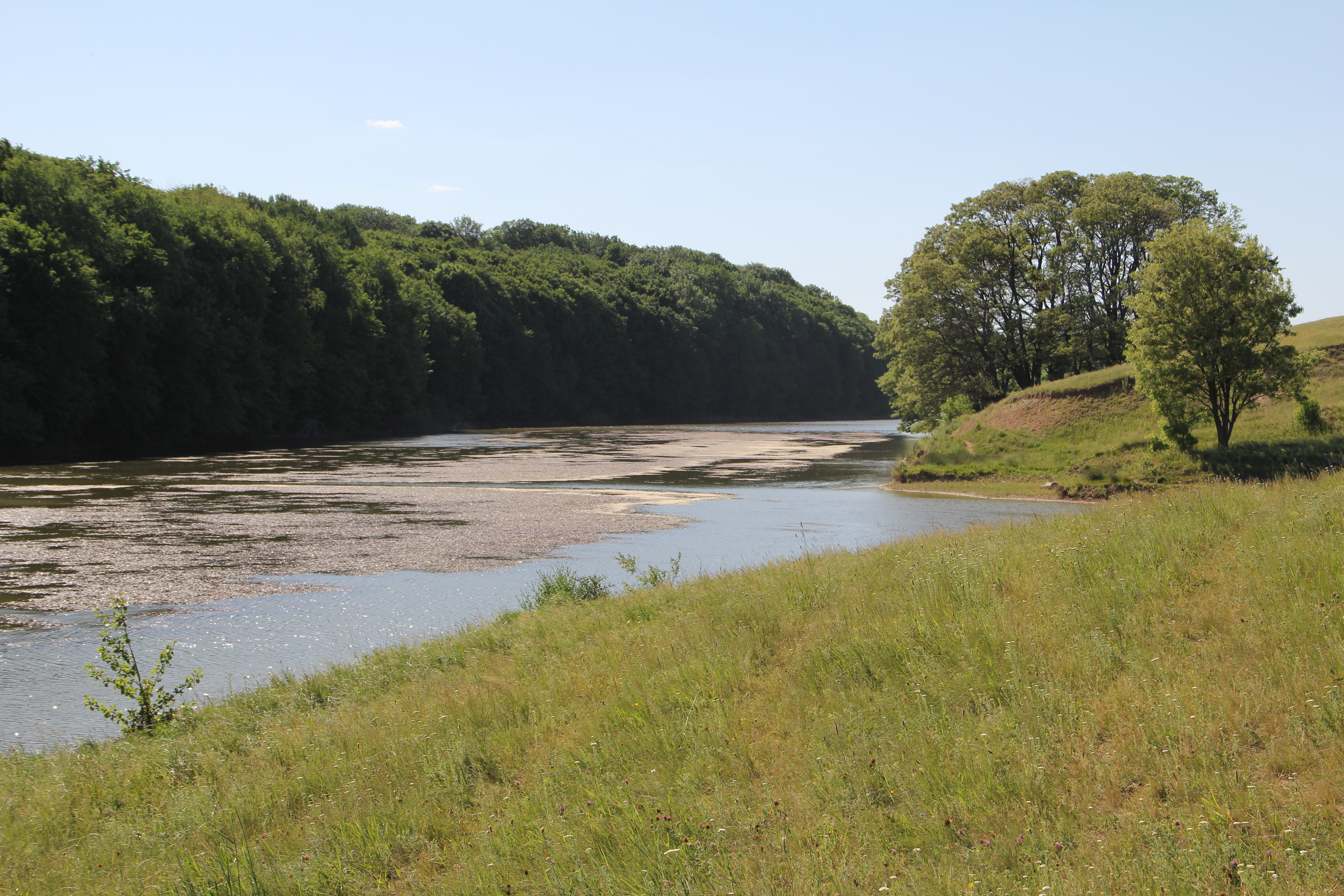
托爾茨河

托爾茨河（羅馬化：Torts）是烏克蘭的河流，位於該國中北部基輔州，屬於羅斯河的右支流，發源自尤爾基夫卡，河畔村莊有托爾奇茨基斯泰波克、赫里霍里夫斯卡鎮、斯特里扎夫卡、蘇希亞爾、托爾奇齊亞、瓦西利哈、馬特維伊哈、利哈奇哈和拉圖什。